# Lamprogrammus brunswigi
Lamprogrammus brunswigi (лат.) — вид морских глубоководных рыб семейства ошибнёвых (Ophidiidae) отряда ошибнеобразных (Ophidiiformes). Максимальная длина тела 80 см. Обитает в околотропических водах, за исключением восточной части Тихого океана. Встречается в открытом океане на глубине 800—1600 м. Бентосный или бентопелагический редкий вид. Lamprogrammus brunswigi безвреден для людей, промысловой ценности не имеет. Охранный статус вида «под наименьшей угрозой».